# Грін-Маунтен (Айова)
Грін-Маунтен (англ. Green Mountain) — переписна місцевість (CDP) в США, в окрузі Маршалл штату Айова. Населення — 113 особи (2020).

## Географія
Грін-Маунтен розташований за координатами 42°6′7″ пн. ш. 92°49′11″ зх. д. / 42.10194° пн. ш. 92.81972° зх. д. (42.101917, -92.819626).  За даними Бюро перепису населення США в 2010 році переписна місцевість мала площу 1,78 км², уся площа — суходіл.

## Демографія
Згідно з переписом 2010 року, у переписній місцевості мешкало 126 осіб у 56 домогосподарствах у складі 35 родин. Густота населення становила 71 особа/км².  Було 66 помешкань (37/км²).
Расовий склад населення:
| - 96,8 % — білих - 0,8 % — азіатів |

До двох чи більше рас належало 2,4 %. Частка іспаномовних становила 0,8 % від усіх жителів.
За віковим діапазоном населення розподілялося таким чином: 22,2 % — особи молодші 18 років, 63,5 % — особи у віці 18—64 років, 14,3 % — особи у віці 65 років та старші. Медіана віку мешканця становила 44,0 року. На 100 осіб жіночої статі у переписній місцевості припадало 113,6 чоловіків;  на 100 жінок у віці від 18 років та старших — 108,5 чоловіків також старших 18 років.
Середній дохід на одне домашнє господарство  становив 58 884 долари США (медіана — 52 250), а середній дохід на одну сім'ю — 62 800 доларів (медіана — 61 094). За межею бідності перебувало 8,0 % осіб, у тому числі 30,4 % дітей у віці до 18 років та 0,0 % осіб у віці 65 років та старших.
Цивільне працевлаштоване населення становило 52 особи. Основні галузі зайнятості: освіта, охорона здоров'я та соціальна допомога — 19,2 %, виробництво — 15,4 %, будівництво — 15,4 %.